# موريس بارداش
موريس بارداش (1 أكتوبر 1907 -30 يوليو 1998) ناقد فني وصحفي فرنسي، اشتهر بأنه أحد أبرز دعاة الفاشية الجديدة في أوروبا ما بعد الحرب العالمية الثانية. بارداش أيضًا صهر الروائي والشاعر والصحفي المتواطئ مع العدو روبرت برازيلاخ، الذي أُعدم بعد تحرير فرنسا عام 1945.
تشمل أعماله الرئيسية تاريخ الصور المتحركة (1935)، وهي دراسة مؤثرة عن فن السينما الناشئ بالاشتراك مع برازيلاخ، والدراسات الأدبية عن الكاتب الفرنسي أونوريه دي بلزاك، والأعمال السياسية التي تدافع عن الفاشية و«التعديلية» (أي إنكار المحرقة)، ويتبعها «الفاشية الشعرية» لصهره، والمستوحاة من شخصيات فاشية مثل بيير دريو لاروشيل وخوسيه أنطونيو بريمو دي ريفيرا. نُظر إليه على أنه «الراعي لإنكار المحرقة»، قدم بارداش في أعماله العديد من جوانب تقنيات الدعاية الفاشية الجديدة، والمحرقة، والمنهجية، والهياكل الأيديولوجية؛ اعتبِر عمله مؤثرًا في تجديد أفكار اليمين المتطرف الأوروبية في فترة ما بعد الحرب في وقت أزمة الهوية في الخمسينيات والستينيات من القرن العشرين.

## سيرة ذاتية

### كاتب فاشي

#### الثلاثية «التعديلية» (1947-1950)
شرح بارداش أنه شعر بأنه «أجنبي» في فرنسا التي اعتبرها «دولة أجنبية» أو أسوأ من ذلك «دولة محتلة» في فترة ما بعد الحرب مباشرة. في عام 1947 كتب رسالة إلى فرانسوا مورياك، الذي حاول دون جدوى إقناع شارل ديغول بمنح برازيلاخ العفو في عام 1945. في الرسالة، رفض بارداش المقاومة والتطهير، وأعلن شرعية النظام الفيشي والتعاون مع العدو. بعد عام واحد، أسس «المدرسة التعديلية»، محتجًا على ما أسماه «التزوير» و«التلاعب» بالتاريخ الذي ارتكبه الحلفاء.
في عام 1948، تبنى بارداش أطروحته «التعديلية» في كتاب نورمبرغ أو أرض الموعودة، وهو تكملة لرسالة إلى فرانسوا مورياك. على حد تعبير المؤرخة فاليري إيغونيت: «إذا كان التاريخ المكتوب عن الاحتلال، كما يوضح لنا موريس بارداش، زائفًا، فلماذا لا يمكن أن يكون تاريخ الحرب العالمية الثانية كذلك؟» في الواقع، كتب بارداش أن الحلفاء أسسوا معسكرات الموت النازية والتي هي «تلفيقات» لتبييض جرائمهم. أظهر اليهود على أنهم المسؤولون النهائيون عن الحرب، وبالمثل اتهمهم بتزوير التاريخ. زعم أن اليهود، الذين رُفضوا بصفتهم مخترعي المحرقة، قد صمموا خطة سرية «للانتقام من ألمانيا» والحصول على دعم دولي لإنشاء دولتهم القومية. أنكر حقيقة إبادة اليهود، وإن لم يدحض بارداش حقيقة أنهم عانوا أو تعرضوا للاضطهاد خلال الحرب. كانت هذه هي المرة الأولى منذ نهاية الحرب التي يكتب فيها شخص ما علانية أنه يشك في وجود المحرقة. اعتبرت المحكمة الكتاب، الذي بيع منه 25,000 نسخة، «تبريرًا لجريمة القتل»، وأدين بارداش بالسجن لمدة عام وغرامة قدرها 50,000 فرنك في ربيع عام 1952. بالتالي حُظر نورمبرغ أو أرض الموعودة، ولكن تداولوه سرًا. قضى بارداش أسبوعين أو ثلاثة أسابيع فقط في السجن في يوليو 1954، ثم حصل على عفو من الرئيس رينيه كوتي. عندما أدرك صعوبة نشر أفكاره في سياق ما بعد الفاشية، قرر بارداش إنشاء دار نشره لي سيت كولار، وهو اسم مستوحى من عنوان إحدى روايات برازيلاخ.
في عام 1950، أصدر بارداش المجلد الأخير من نظريته التعديلية، نورمبرغ الثاني، المقلدون، مكررًا ما كتبه قبل عامين. كانت حداثة هذا المجلد هي البناء السردي الذي صممه بارداش حول قصة بول راسنييه، المُبعد السابق الذي تحول إلى منكر للمحرقة. استنتج بارداش من جانبه أن الكابو كانوا في الواقع أسوأ من قوات الأمن الخاصة، وأعرب عن «شكوكه» بشأن وجود غرف الغاز. بعد إطلاق ثلاثيته التعديلية، اكتسب بارداش مكانة جديدة في الحركة الدولية اليمينية المتطرفة. كتب الناشط الفاشي الجديد فرانسوا دوبرات لاحقًا، بارداش «أظهر أن اليمين المتطرف (الفاشي) وجد زعيمه الفكري». في الوقت نفسه، اعترِف ببارداش بين الأكاديميين كخبير رائد في الروائيين أونوريه دي بلزاك وستندال، واستفاد في الرأي العام من كونه صهرًا ووريثًا روحيًا «للشاعر المغتال».

#### النشاط الفاشي الجديد (1951-1970)
للترويج لأفكاره الفاشية الجديدة، دخل بارداش السياسة. في ديسمبر 1950، زار ألمانيا لإلقاء الخطب، وصاغ «تبريرًا عن التعاون مع العدو» وشجب «تزوير المقاومة الفرنسية» أمام جمهور يتألف أساسًا من النازيين السابقين. ارتبط بارداش أيضًا بعصبة المثقفين المستقلين، وكان راعيًا للواقعية، في مجلة يونيون رياليست. شارك في تأسيس اللجنة الوطنية الفرنسية، وهي منظمة جامِعة لعمل الجماعات المتطرفة، لكنه ابتعد عندما شرعت الحركة في مسار عنيف معاد للسامية تحت قيادة رينيه بينيه. أسس بارداش بدلًا من ذلك لجنة تنسيق القوات الوطنية الفرنسية الأكثر تكتيكية واعتدالًا.
في نهاية عام 1950، بدأ بارداش في روما الحركات الوطنية الأوروبية، من أجل تنسيق مختلف الجماعات الفاشية الجديدة في جميع أنحاء القارة. في المؤتمر، تقرر عقد اجتماع آخر في السويد في العام التالي. بعد ذلك، حضر بارداش في مايو 1951 الاجتماع التأسيسي للحركة الاجتماعية الأوروبية في مالمو، والذي استقطب 100 مندوب من أوروبا، بما في ذلك أوزوالد موزلي. مثّل بارداش فرنسا في اللجنة الوطنية الفرنسية. في 6 فبراير 1954، شارك في إحياء ذكرى روبرت برازيلاخ التي أقامتها مجموعة الأمة الشابة الفاشية الجديدة، جنبًا إلى جنب مع بيير سيدوس، جان لويس تيكسيه فينيكور. شارك الأخير في مايو 1954 في تأسيس التجمع الوطني الفرنسي. في عام 1952، بدأ الاثنان مجلة ديفانس دي لوكسيدن، التي أسسِت لتكون ساحة للفاشيين الشباب للتعبير عن آرائهم، ووفقًا لبارنز، «ولدت من جديد وأعيد تسميتها جسوي باغتو». خلال الحرب الجزائرية (1954-1962)، كتب بارداش العديد من المقالات التي تدافع عن الجزائر الفرنسية، واستعمار العالم الثالث، والفصل العنصري القائم على الاختلاف الإثني.
على عكس بعض معاصريه، لم يخف بارداش موقفه الفاشي، وبدأ عمله ما هي الفاشية؟ (1961) بجملة: «أنا كاتب فاشي». أصبح الكتاب عملًا نظريًا معروفًا لفاشية ما بعد الحرب في فرنسا وخارجها. تُرجم إلى اللغة الإيطالية، وأصبح الكتاب المفضل لدى الفاشيين المحليين. أدى سياق الحرب الجزائرية والأزمة السياسية التي أحدثتها في فرنسا متروبوليتان إلى جعل الأفكار الفاشية أكثر قبولًا لفترة قصيرة من الوقت في المجتمع الأوسع، مما سمح لبارداش بتقديم نفسه كمدافع عن الفاشية، وهي قناعة لم يعترف بها صراحة حتى ذلك الحين.

### أواخر حياته

#### عودة إلى دراسات الأدبية (1971-1998)
أنتج بارداش أعمالًا عن الروائيين الفرنسيين أونوريه دي بلزاك، ومارسيل بروست، وغوستاف فلوبير، ولويس فرديناند، سيلين وليون بلوي، والتي غالبًا ما استشهد بها في التعريف اللغوي والاصطلاحي. في موازاة ذلك، استمر في نشر الفاشية الجديدة والكراسات التي تنكر المحرقة، بما في ذلك مشكلة «غرف الغاز» لروبرت فوريسون (1978).
وفقًا للباحث الأدبي رالف سكولكرافت: «من المضلل استنتاج الانفصال بين دعاية بارداش اليمينية ونقده الأدبي. لقد فضل رؤية شاملة نظمت إنتاج الكاتب بأكمله في نوع من النظام العضوي الذي يعمل في خدمة تصميم مهيمن محدد. رأى النقاد هذه النظرة الجمالية للفن الأدبي على أنها مماثلة لرؤى اليوتوبيا الفاشية، إذ افترض المؤلف أنها سلطة مطلقة ترتب العناصر هرميَا وتتجه نحو وحدة كاملة على حساب التنوع والغموض».

#### وفاته
توفي موريس بارداش في 30 يوليو 1998 في كانيه، بلاج. ووصفه جان ماري لوبان، زعيم حزب الجبهة الوطنية آنذاك، بأنه «رسول لنهضة أوروبية طالما تمناها». توفيت زوجته سوزان، أخت روبرت برازيلاخ، عام 2005.